# Eustachio d'Afflitto
Pour les articles homonymes, voir D'Afflitto.
Eustachio d'Afflitto (né le 29 juillet 1742 à Roccagloriosa, dans la province de Salerne, en Campania, Italie - mort le 8 décembre 1787 à Naples) est un biographe napolitain.

## Biographie
Eustachio d'Afflitto avait embrassé la règle de St-Dominique ; il consacra ses loisirs à rassembler des matériaux pour l’histoire littéraire de sa patrie. En 1782, il mit au jour, sous ce titre : Memorie degli scrittori del regno di Napoli, un volume in-4°, qui contient seulement les auteurs dont le nom commence par la lettre A. Le père Afflitto mourut vers 1790, laissant, dit-on, le soin de compléter son travail à l’abbé Francesco Gualtieri, l’un des conservateurs de la bibliothèque royale de Naples, et depuis évêque d’Aquila. Le second volume parut enfin en 1794, douze ans après le premier. Cet ouvrage, bien supérieur à ceux de Toppi, de Nicodemo, de Tafuri, etc., n’a pas été continué dès lors ; et le plan trop vaste sur lequel il est conçu ne permet pas d’espérer qu’il soit jamais achevé.

## Œuvres
- Memorie degli scrittori del Regno di Napoli raccolte e distese da Eustachio D'Afflitto domenicano custode del museo, e della galleria de' quadri che sono nel r. palazzo di Capodimonte, vol. 1, Naples, nella Stamperia Simoniana, 1782 (lire en ligne).